# Anna Kołda
Anna Kołda, po mężu Dudek (ur. 16 października 1955) – polska siatkarka, wicemistrzyni i reprezentantka Polski.

## Życiorys
Była reprezentantką Polski juniorek, brązową medalistką mistrzostw Europy w tej kategorii wiekowej w 1973. Startowała również na mistrzostwach Europy juniorek w 1975 (6 m.). W reprezentacji Polski seniorek debiutowała 14 września 1975 w towarzyskim spotkaniu z Neftczi Baku. Wystąpiła na mistrzostwach Europy w 1975 (6 m.) i 1977 (4 m.). Zakończyła karierę reprezentacyjną meczem mistrzostw Europy z Węgrami - 2 października 1977. Łącznie w I reprezentacji Polski wystąpiła w 27 spotkaniach.
Była wychowanką Metalu Tarnów, następnie występowała w Tarnovii. Od 1974 była zawodniczką Wisły Kraków, z którą dwukrotnie zdobyła wicemistrzostwo Polski (1977, 1981). Występowała także w Dalinie Myślenice i francuskim Clamart. Pracuje we Francji jako trener siatkówki. 